# Masa Jowisza
Masa Jowisza – jednostka masy równa masie Jowisza (1,8986 × 1027 kg, 317,83 mas Ziemi; 1 masa Ziemi wynosi 0,00315 mas Jowisza). Jednostka ta jest używana do mierzenia mas gazowych olbrzymów, a najczęściej planet pozasłonecznych. Symbol masy Jowisza to MJ.
W Układzie Słonecznym masy gazowych olbrzymów wynoszą w masach Jowisza odpowiednio:
- Jowisz – 1,000 MJ
- Saturn – 0,299 MJ
- Uran    – 0,046 MJ
- Neptun – 0,054 MJ

1 masa Jowisza (1 MJ) odpowiada:
- 25 839 masom Księżyca (ML)
- 317,83 masom Ziemi (M⊕)
- 0,000 954 6 masy Słońca (M⊙)